# 接触平面

空間曲線の接触平面は、T と N によって定義される。

空間曲線の接触平面（せっしょくへいめん、英: osculating plane）とは、その曲線が局所的に乗っている平面である。
正確には、曲線上の点 P における接ベクトル T と主法線ベクトル N によって定義される平面を、P における接触平面という。このとき、従法線ベクトル B は接触平面の法線となる。